# Контесина де Медичи
Контесѝна Антòния Рòмола ди Лорèнцо де Мèдичи (на италиански: Contessina Antonia Romola di Lorenzo de' Medici; * 1478, Пистоя, Сeньория Флоренция; † 29 юни 1515, Рим, Папска държава) е италианска благородничка от рода Медичи, пфалцграфиня чрез брак.

## Произход
Тя е деветото дете и петата, най-малка, дъщеря на Лоренцо Великолепни (* 1449 † 1492), банкер, де факто владетел на Флорентинската република, най-могъщият и ентусиазиран покровител на ренесансовата култура в Италия, и на съпругата му Клариса Орсини (* ок. 1453 – 1487). Нейни дядо и баба по бащина линия са Пиеро Подагреният, де факто владетел на Флоренция от 1464 до 1469 г., и Лукреция Торнабуони, а по майчина – Якопо (Джакомо) Орсини, господар на Монтеротондо и Брачано, и Мадалена Орсини. Има 9 братя и сестри:
- Лукреция Мария Ромола (* 1470 † 1553), съпруга на Якопо Салвиати
- Братя-близнаци (*/† 1471)
- Пиеро „Злочестият“ (* 1472 † 1503), господар на Флоренция след смъртта на баща си
- Мария Магдалена Ромола (* 1473 † 1519), съпруга на Франческо „Франческето“ Чибо
- Контесина Беатриче (*/† 1474)
- Джовани (* 1475 † 1521), известен като папа Лъв X
- Луиза Контесина Ромола, нар. Луиджа (* 1477 – 1488)
- Джулиано (* 1479 † 1516), херцог на Немур от 1515 г., господар на Флоренция от 1513 г. и генерален капитан на Църквата от 29 юни 1515 г. до смъртта си.

## Биография
Контесина е родена в Пистоя, където семейството се укрива поради заговора на Паци. Много обичана от баща си, тя носи името на прабаба си Контесина де Барди. Тя е кръстена във Флоренция през 1478 г., веднага след раждането си, с имената „Контесина Антония Ромола“.
През май 1494 г. се омъжва във Флоренция за пфалцграф Пиеро Ридолфи, което е още един престижен брак за Дом Медичи.
Когато нейният брат Джовани е избран за папа под името Лъв X, Контесина се мести в Рим със семейството си, както и сестрите ѝ Лукреция и Мадалена, където те формират влиятелна фракция в папската политика.
Умира през 1515 г. на 37-годишна възраст и е погребана в базилика „Свети Августин на Марсово поле“ в Рим.
Няма новини преди 1845 г. за възможното увлечение на Микеланджело по нея, така че това вероятно е легенда, родена в Романтичната епоха.

## Брак и потомство
∞ 1494 във Флоренция за пфалцграф Пиеро Ридолфи (* 1467, † 1525), от когото има трима сина и две дъщери:
- Луиджи Ридолфи (* 28 август 1495, † 1556), политик и посланик
- Емилия Ридолфи (* 1497, † 1514), ∞ 1514 във Флоренция за принц Якопо V Апиано (* 1480, Пьомбино; † 20 октомври 1545, пак там), владетел на Пьомбино, но умира преди да консумира брака;
- Клариса Ридолфи (* 1499, † 1524), ∞ 1515 във Флоренция за Якопо V Апиано, съпруг на починалата ѝ сестра Емилия, от когото няма деца
- Николо Ридолфи (* 16 юли 1501, Флоренция; † 31 януари 1550, Рим), кардинал
- Лоренцо Ридолфи (* 6 септември 1503, Флоренция; † 1576), рицар и апостолически секретар. В съюз със Строци се бие при Монтемурло и затова е изпратен в изгнание и лишен от притежанията си от Медичите.